# Tercer mundo (álbum)
Tercer mundo es el sexto álbum de estudio del músico argentino Fito Páez, lanzado en noviembre de 1990. Fue el primer trabajo que grabó para el sello discográfico Warner Music Group.
El disco fue grabado antes de partir a Europa, en un momento en que Páez atravesaba problemas económicos y su contrato con EMI había concluido. Para sorpresa del autor, el álbum fue todo un éxito, llegando a ser disco de oro en su país, por lo que tuvo que regresar para el trabajo de promoción y difusión en vivo.
De acuerdo a la crítica de AllMusic, «Tercer mundo fue un álbum potente y emocionante que consolidó a Fito Páez como una de las estrellas de rock más populares de Latinoamérica», aunque agrega que: «No es la indiscutida obra maestra que algunos pretenden señalar» Páez apuesta al rock simple con poca variación de ritmos, en un álbum de 10 canciones, en el cual se grabaron dos videos: Tercer mundo y Fue amor.
Las canciones elegidas como sencillos para promocionar el álbum fueron: «El chico de la tapa», una canción de rock donde destacan las guitarras y una armónica potente a un ritmo muy rápido y «Tercer mundo» una especie de rap donde se mezclan de manera aparentemente caótica (como en un sueño), personajes como: Andrés Calamaro, Diego Maradona, Henry Miller, Augusto Pinochet, Pedro Almodóvar, Batato Barea, Beatriz Salomón, Billy Bond, Pimpinela, Jorge Porcel, Isabel Coca Sarli, La Mona Jiménez y Mickey Rourke, entre otros.
El disco presenta dos temas con estribillos en inglés: «Religion song» y «Yo te amé en Nicaragua». También aparece la canción «Fue amor», una especie de balada donde hay una reflexión sobre la ruptura amorosa, y «Carabelas nada», cuyo texto refleja cierta tristeza envuelta en una atmósfera dramática. Los temas que cierran el disco «Los buenos tiempos» y «Dale alegría a mi corazón» fueron canciones bastantes fáciles de asimilar y fueron lanzadas como tercer y cuarto sencillo.

## Anecdotario
- "El disco refleja lo que vi en mis viajes por América Latina: las fiestas paganas, los curas mezclados con los terroristas, las prostitutas tratando de quitarles el dinero a los norteamericanos. Me dije: aquí abajo hay un mundo muy fuerte. Quise reflejar eso, es una especie de película sobre el continente americano y sus países," declaró Fito Páez luego del lanzamiento de Tercer mundo.[cita requerida]
- «El chico de la tapa» es la continuación de la canción «11 y 6», del disco Giros.[3]
- «B. Ode y Evelyn» fue descripta por el mismo Páez como "La Dama y el Vagabundo, pero en gato".[cita requerida]
- Las canciones «Fue amor» y «Y dale alegría a mi corazón» fueron escritas para la cantante Fabiana Cantilo.[4]
- «La balada de Donna Helena» iba a estar originalmente incluida en este álbum y fue descartada, para ser incluida en su siguiente disco, El amor después del amor.[5]
- Al comienzo de «Hazte fama» se escuchan diálogos de Humberto Tortonese, Salvador Walter Barea y Alejandro Urdapilleta interpretando a vecinas escandalizadas por los supuestos excesos de Fito Páez.[6]

## Lista de canciones
| N.º   | Título                        | Duración |  |
| 1.    | «El chico de la tapa»         | 2:46     |  |
| 2.    | «B. Ode y Evelyn»             | 3:56     |  |
| 3.    | «Tercer mundo»                | 4:48     |  |
| 4.    | «Religion song»               | 4:56     |  |
| 5.    | «Fue amor»                    | 4:17     |  |
| 6.    | «Yo te amé en Nicaragua»      | 5:02     |  |
| 7.    | «Hazte fama»                  | 3:30     |  |
| 8.    | «Carabelas nada»              | 4:35     |  |
| 9.    | «Los buenos tiempos»          | 3:06     |  |
| 10.   | «Y dale alegría a mi corazón» | 5:14     |  |
| 42:09 |                               |          |  |

## Créditos

### Músicos
- Fito Páez: voz, guitarras, teclados y percusión.
- Ricardo Verdirame: guitarras.
- Daniel Colombres: batería.
- Guillermo Vadalá: bajo, guitarras y contrabajo.

### Artistas invitados
- Fabiana Cantilo: voz en «B. Ode y Evelyn», coros en «Religion Song», «Yo Te Amé en Nicaragua» y «Y Dale Alegría a Mi Corazón».
- Luis Alberto Spinetta: voz en «Y Dale Alegría a Mi Corazón», guitarras en «Fue Amor».
- David Lebón: voz en «Y Dale Alegría a Mi Corazón», guitarra en «Los Buenos Tiempos».
- Charly García: piano acústico en «B. Ode y Evelyn».
- Celeste Carballo: arreglo de voces y voz en «Religion Song», coro en «Fue Amor».
- Sandra Mihanovich: coro en «Fue Amor» y en «Religion Song».
- Sandra Mihanovich, Celsa Mel Gowland y Analía Fink: troupe en «Religion Song».
- Osvaldo Fattoruso: percusión en «Tercer Mundo», «Yo Te amé en Nicaragua» y «Y Dale Alegría a Mi Corazón».
- Marcela Chediack: percusión en «Y Dale Alegría a Mi Corazón».
- Tweety González: teclados en «Los Buenos Tiempos».
- Liliana Herrero: voz en «Religion Song».
- Jorge “Bruja” Suárez: armónica en «El Chico de la Tapa».
- Fena Della Maggiora: coro en «Fue Amor».
- Alejandro Urdapilleta: cana en «El Chico de la Tapa».
- Pilo, Lucho, Ale, Pingüi y Fito: hinchada en «El Chico de la Tapa» y «Tercer Mundo».
- Marcelo Ferreyra: trombón.
- Víctor Skorupski: saxo.
- Richard Nant: trompeta.
- Enrique Gioia: trompeta.
- Pablo Rodríguez: saxo tenor.
- Víctor Malvicino: saxo barítono.
- Carlos Villavicencio: arreglos y dirección de cuerda y brass en «B. Ode y Evelyn», «Tercer Mundo», «Yo Te Amé en Nicaragua», «Carabelas Nada», «Los Buenos Tiempos» y «Y Dale Alegría a Mi Corazón».

### Datos técnicos
- Osvel Omar Costa Díaz: técnico de grabación.
- Jorge “Portugués” Da Silva: técnico de cuerda.
- Mariano López: técnico de mezcla.
- Bernard Grundman Studios - California, Estados Unidos: corte y master.
- Ramtes: asistente.
- Pilo: emisario.
- Alejandro Avalis: D.T.
- Valentín: transporte.
- Alejandro Avalis: mánager personal.
- Fernando Moya: productor ejecutivo para espectáculos.